# イミダゾール
イミダゾール(imidazole)は、分子式C3H4N2、分子量68.08の五員環上に窒素原子を1,3位に含む複素環式芳香族化合物のアミンの一種である。窒素原子の置換位置が異なる異性体としてピラゾールがある。グリオキサール(HCO-CHO)とアンモニアから合成された為、グリオキサリンとも呼ばれる。ImidazoleはIUPAC慣用名であるが、系統名は1,3-diaza-2,4-cyclopentadieneである。イミダゾール環構造を示す場合は1,3-diazole類と呼ばれる。

## 合成法
グリオキサールにアンモニアとホルムアルデヒドを反応させて初めて合成された（Debus、1858年）。
種々の合成法が存在するが、工業的には、アンモニアとホルムアルデヒドから高圧下液相中で合成される。エチレンジアミンを使った方法も知られているが、反応が2段階になり、費用的、実用的に有用度が低い。

## 性質・利用法

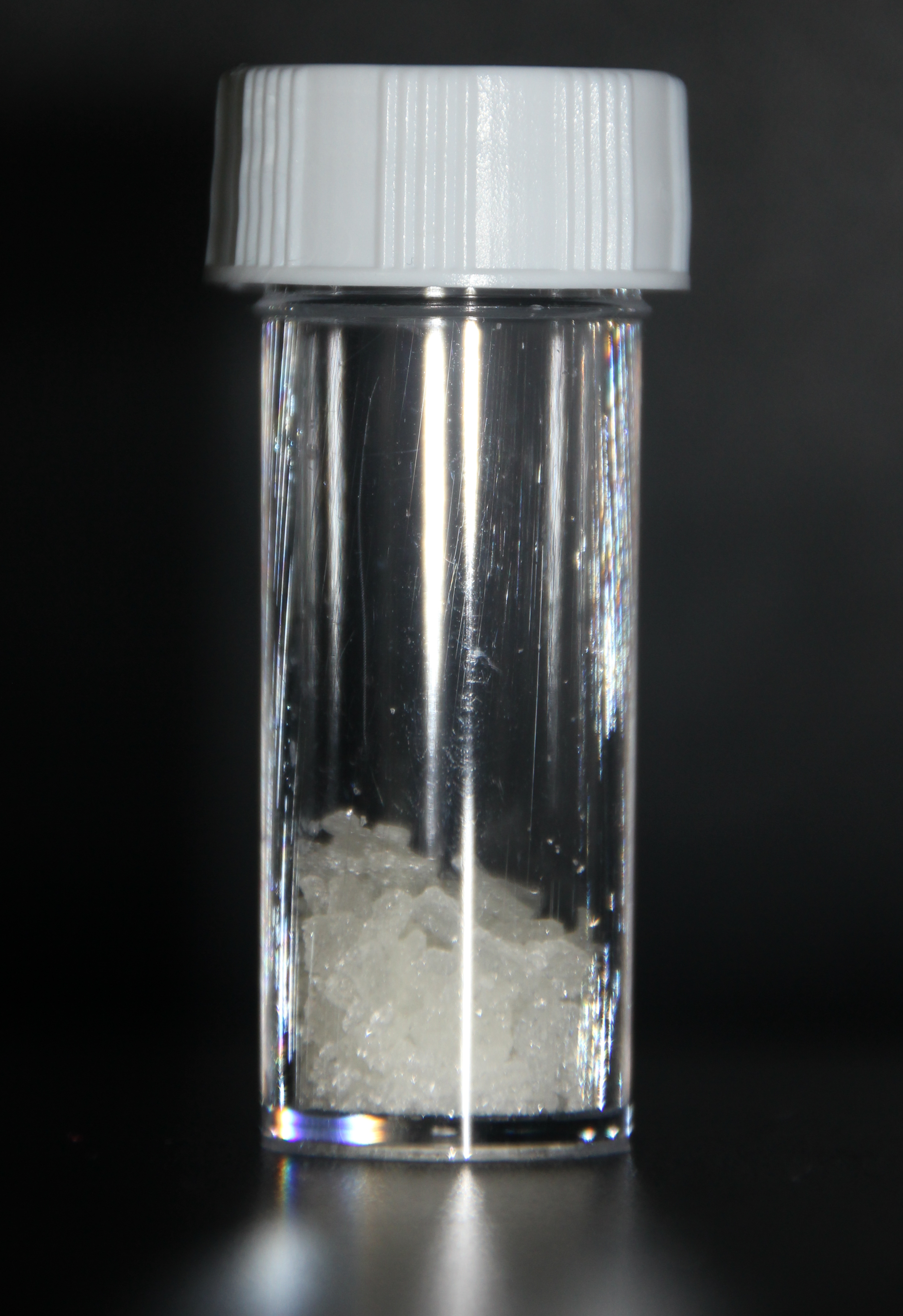
瓶に入ったイミダゾール

イミダゾールは水には易溶であり、塩基性はアゾール類では最も強く、ピリジンよりも強い塩基である(共役酸pKa = 6.95、ピリジンはpKa = 5.29)。エタノールなど極性の高い有機溶媒にも易溶であるが、ベンゼンにはわずかに溶け、ヘキサンにはほとんど溶けない。遷移金属に対しては一般によい配位子となる。
イミダゾールは1位のプロトンが引き抜かれても、3位の窒素がプロトン化されても対称的な構造となり、芳香族性を崩さないまま電荷を分散安定化することができる。このため酸性・塩基性どちらでもよい脱離基となりえ、有機合成において幅広く応用されている。例えばイミダゾールをアシル化したアシルイミダゾールは求核反応を受けやすく、いわゆる活性アシル・シントンとしてカルボン酸誘導体合成に利用される。水酸基にシリルクロリドを作用させ、シリルエーテルとして保護する場合にも、イミダゾールを塩基兼触媒として加えるのが標準的処方となっている。またカルボニルジイミダゾール (CDI) はカルボニル化剤、アミドの縮合剤として有用である。
また、工業的には医農薬原料、エポキシ樹脂の硬化剤、ウレタンの硬化触媒、銅の防錆剤などとして利用される。
医薬品としては、アゾール系抗真菌剤がイミダゾール構造を含む代表的な例として知られている。
また、置換基を有する広義のイミダゾール類としては、シメチジン（抗潰瘍剤）、ロサルタン（抗高血圧剤）、オザグレル（抗喘息剤）など多くの医薬が知られている。

### イミダゾリウム塩
イミダゾリウム塩 (imidazolium salt) はイミダゾール環を有するカチオンから構成される塩で、特に1,3-ジアルキルイミダゾリウム塩、1,2,3-トリアルキルイミダゾリウム塩の多くは融点が低くイオン液体となる。
また、塩化鉄(III)酸　1-メチル,3-ブチルイミダゾリウムは安定で磁性を持つ液体となることが知られている。

## 生体物質
イミダゾールは必須アミノ酸のヒスチジン残基を始めとして広く生体物質一般に見出だされる。ビタミンB12のように中心金属に配位したり、アシル化酵素におけるビオチンやペプチド合成分解酵素など、酵素の活性中心として働くことが知られている。また、ヒスチジンが代謝されたヒスタミンもイミダゾール環を持ち、その生理活性発現にイミダゾール環の存在が重要である。